# Liste de bâtiments et édifices remarquables de La Baule-Escoublac
La Baule-Escoublac s’est réellement transformée en station balnéaire à partir de 1876, à l’arrivée du chemin de fer. Le développement urbain donne naissance à une mosaïque de villas et de bâtiments aux styles très divers.

## Histoire
À l’origine du développement et de la renommée de la cité balnéaire se trouvent aux XIXe et XIXe siècles des investisseurs opportunistes et visionnaires tels Donatien de Sesmaisons, Louis-Hyacinthe Levesque et Jules Benoît ainsi que leur famille, François André, Lucien Barrière (neveu de François André), André Pavie, Édouard Darlu, René Dubois, Jules Hennecart ou encore Louis Lajarrige. Certains d’entre eux ont également eu une carrière politique locale. La commune conserve leur souvenir par la dénomination de rues, centres de soins ou stades. Ils ont permis à des générations d’architectes de s’exprimer, qui ont laissé à leur tour une trace durable de leur œuvre dans La Baule-Escoublac du XXIe siècle. Il en va ainsi, entre autres, d’Adrien Grave, Bernard Boesch, Georges Lafont, Paul-Henri Datessen, Noël Le Maresquier, Ferdinand Ménard — qui réside à la villa Les Acanthes, boulevard Hennecart — ou encore du cabinet Bougoüin.
Le front de mer a été bordé de villas entre 1880 et les Années folles, mais sa physionomie s'est progressivement modifiée à partir des années 1960, lorsque la station balnéaire s'est popularisée. Au XXIe siècle il est constitué principalement d'immeubles de taille moyenne construits après 1960. Il reste de nombreuses villas de la Belle Époque, notamment en arrière du littoral. La zone de protection du patrimoine architectural, urbain et paysager (ZPPAUP) rassemble 6 871 bâtiments, parmi lesquels 15 villas sont distinguées en patrimoine exceptionnel ; 699 autres sont recensées en patrimoine remarquable à conserver et 1 741 en patrimoine d’accompagnement essentiel.

## Les quinze villas référencées comme patrimoine exceptionnel

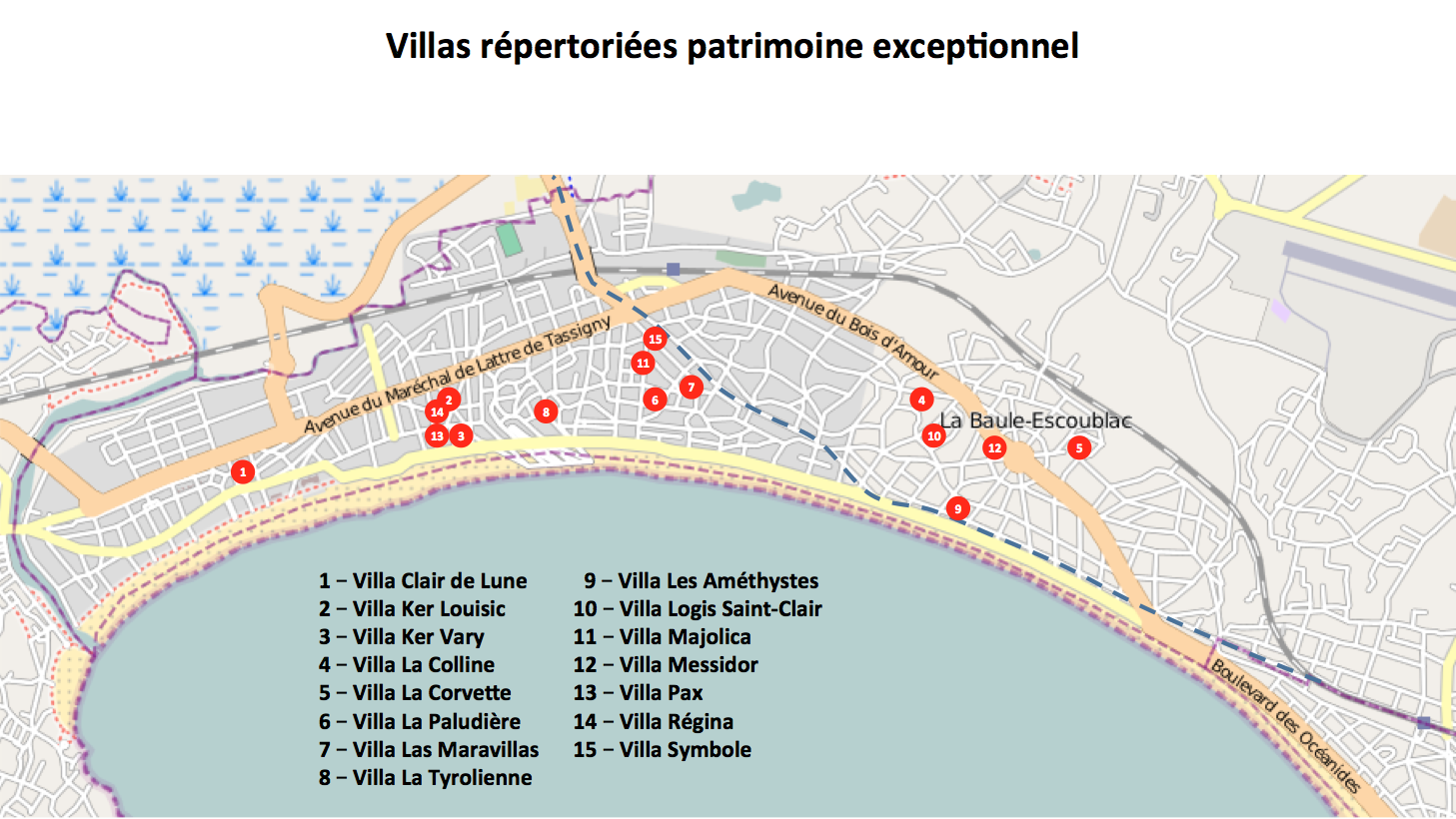
Emplacements des quinze villas répertoriées comme patrimoine exceptionnel.

| Nom actuel                                                                               | Année            | Emplacement              | Lotissement       | Architecte                                   | Style                              | Nom initial   | Coordonnées                        | Repère |
| ---------------------------------------------------------------------------------------- | ---------------- | ------------------------ | ----------------- | -------------------------------------------- | ---------------------------------- | ------------- | ---------------------------------- | ------ |
| Clair de Lune                                                                            | 1914             | Avenue du Général-Rodes  | Benoît            | Antonin Viale                                | Dissymétrique italien              |               | 47° 16′ 49″ nord, 2° 24′ 51″ ouest | 1      |
| Ker Louisic                                                                              | 1906             | Avenue Louis-Pasteur     | Pavie             | Georges Lafont et André Chauvet              | Dissymétrique gothique et médiéval |               | 47° 17′ 01″ nord, 2° 24′ 07″ ouest | 2      |
| Ker Vary                                                                                 | 1896             | Esplanade François-André | Pavie             | Georges Lafont                               | Dissymétrique gothique             |               | 47° 16′ 54″ nord, 2° 24′ 03″ ouest | 3      |
| La Colline                                                                               | 1926             | Avenue du Maine          | La Baule-les-Pins | René Perrey                                  | Dissymétrique international        | Yves-Michel   | 47° 16′ 59″ nord, 2° 22′ 26″ ouest | 4      |
| La Corvette                                                                              | 1928             | Allée des Gnomes         | La Baule-les-Pins | Adrien Grave, Marc Margotin et Louis Roubert | Dissymétrique paquebot             | Anto          | 47° 16′ 53″ nord, 2° 21′ 51″ ouest | 5      |
| La Paludière                                                                             | 1905             | Avenue des Platanes      | Hennecart         | Édouard Datessen                             | Dissymétrique médiéval             |               | 47° 17′ 00″ nord, 2° 23′ 23″ ouest | 6      |
| Las Maravillas                                                                           | 1926             | Allée des Mélilots       | Hennecart         | Paul-Henri Datessen et André Marganne        | Dissymétrique médiéval             | Saint-Charles | 47° 17′ 02″ nord, 2° 23′ 17″ ouest | 7      |
| La Tyrolienne                                                                            | 1912             | Allée des Mouettes       | Darlu             | Louis Holt                                   | Dissymétrique médiéval             |               | 47° 16′ 57″ nord, 2° 23′ 49″ ouest | 8      |
| Les Améthystes                                                                           | 1933             | Avenue des Améthystes    | La Baule-les-Pins | Adrien Grave,                                | Dissymétrique paquebot             |               | 47° 16′ 45″ nord, 2° 22′ 20″ ouest | 9      |
| Le Logis Saint-Clair                                                                     | 1926             | Avenue du Limousin       | La Baule-les-Pins | Georges Meunier                              | Dissymétrique provençal            | La Maritaye   | 47° 16′ 56″ nord, 2° 22′ 22″ ouest | 10     |
| Majolica                                                                                 | 1890             | Avenue des Arbousiers    | Hennecart         | Georges Lafont                               | Dissymétrique médiéval             |               | 47° 17′ 06″ nord, 2° 23′ 28″ ouest | 11     |
| Messidor                                                                                 | 1932             | Avenue d'Armorique       | La Baule-les-Pins | Adrien Grave et Émile Guillaume              | Dissymétrique paquebot             |               | 47° 16′ 52″ nord, 2° 22′ 14″ ouest | 12     |
| Pax                                                                                      | 1908             | Avenue Louis-Pasteur     | Pavie             | Georges Lafont et André Chauvet              | Dissymétrique gothique             |               | 47° 16′ 57″ nord, 2° 24′ 08″ ouest | 13     |
| Régina                                                                                   | Début XXe siècle | Avenue Pierre-Loti       | Pavie             | Édouard Datessen (incertain)                 | Dissymétrique médiéval             |               | 47° 16′ 57″ nord, 2° 24′ 10″ ouest | 14     |
| Symbole                                                                                  | 1881             | Avenue Pierre-Percée     | Hennecart         | Georges Lafont                               | Dissymétrique médiéval             |               | 47° 17′ 08″ nord, 2° 23′ 24″ ouest | 15     |
| **Sources : Alain Gallicé et Josick Lancien, La Baule — Patrimoine des Pays de la Loire. |                  |                          |                   |                                              |                                    |               |                                    |        |

## Architectes ayant participé au développement de la cité balnéaire
Les architectes suivants ont été déterminants dans la création de la mosaïque de style de La Baule :
- Émile Aragon
- François Aubry
- Joseph Aurieux
- Georges Aye
- Adelio Ballerini
- André Batillat
- André Biard
- Bernard Boesch
- Maurice Boille
- François Bougoüin
- Joseph Bougoüin
- Paul Bougoüin
- Gustave Bourgerel
- Pierre Bourineau
- Reinhart Braun
- Christian Cacaut
- Robert Cado
- Pierre Cassard
- A. Cauchois
- Marcel Chaney
- Charles Chastel
- André Chauvet
- Édouard Chudeau
- Fernand Colin
- Édouard Datessen
- Paul-Henri Datessen
- Paul Deligny
- Jules Deperthes
- Maurice Desbordes
- Philippe Devorsine
- Paul Devorsine
- Georges Dommée
- Pierre Doucet
- Jacques Drevet
- Louis Duhayon
- J.-E. Dupuis
- Jules Durupt
- Gérard Ephrem
- Simon Epstein
- Émile Erbeau
- Léon Foy
- Charles Friesé
- Roland Geffroy
- Guillaume Gilet
- Jean Girette
- Henri Godivier
- Adrien Grave
- Gabriel Guchet
- Émile Guillaume
- Louis Holt
- Henri Jamard
- Pierre Jambu
- Emmanuel Jarlegan
- Roger Jauny
- Étienne de Kalbermatten
- Adrien Labbé
- Georges Lafont
- Émile Le Bot
- Charles Lemaresquier
- Charles Lenormand
- Georges Levesque
- Jean Liberge
- Philippe Louis
- Albert Lucas
- Gustave Maréchal
- André Marganne
- Marc Margotin
- Ferdinand Ménard
- René Ménard
- Guy Mercier
- Joseph Mercier
- Paul Metz
- Georges Meunier
- René Moreau
- Pierre Moriceau
- Joseph Nau
- Émile Olivier
- Claude Parent
- René Perrey
- Roger Pons
- S. Pot
- Auguste Ravier
- A.-E. Régnier
- Léon Renard
- Georges-Félix Richter
- Maurice Rondoni
- Louis Roubert
- Léon Saxer
- Louis Sézille
- Tiridate
- Georges Vachon
- Paul Vachon
- Georges Vaudoyer
- Antonin Viale
- Henri Vié
- Paul Vorin
- Georges Wybo
- Dirtad Yosgatlian